# Provinz Tiraque
Tiraque ist eine von sechzehn Provinzen im zentralen Teil des Departamento Cochabamba im südamerikanischen Anden-Staat Bolivien.

## Lage
Die Provinz reicht von den Höhen der bolivianischen Cordillera Oriental bis hinunter in das tropische Tiefland des Río Chapare. Sie grenzt im Westen an die Provinz Chapare, im Südwesten an die Provinz Punata, im Süden an die Provinz Arani, und im Osten an die Provinz Carrasco.
Die Provinz erstreckt sich etwa zwischen 16° 53' und 17° 31' südlicher Breite und 65° 37' und 66° 18' westlicher Länge, ihre Ausdehnung von Westen nach Osten beträgt bis 50 Kilometer, von Norden nach Süden 65 Kilometer.

## Bevölkerung
Die Einwohnerzahl der Provinz Tiraque ist in den vergangenen drei Jahrzehnten um etwa die Hälfte angestiegen:
| Jahr | Einwohner | Quelle       |
| ---- | --------- | ------------ |
| 1992 | 31 315    | Volkszählung |
| 2001 | 35 017    | Volkszählung |
| 2012 | 41 954    | Volkszählung |
| 2024 | 45 257    | Volkszählung |

44,8 Prozent der Bevölkerung sind jünger als 15 Jahre, der Alphabetisierungsgrad in der Provinz beträgt 70,8 Prozent. (1992)
0,4 Prozent der Bevölkerung sprechen Spanisch, 96,2 Prozent Quechua, und 3,0 Prozent Aymara. (1992)
88,2 Prozent der Bevölkerung haben keinen Zugang zu Elektrizität, 69,1 Prozent leben ohne sanitäre Einrichtung (1992).
84,7 Prozent der Einwohner sind katholisch, 13,1 Prozent sind evangelisch (1992).

## Gliederung
Die Provinz Tiraque ist seit dem Jahr 2009 in zwei Verwaltungsbezirke (bolivianisch: Municipios) untergliedert:
- 03-1601 Municipio Tiraque – 18.190 Einwohner (Volkszählung 2024)
- 03-1602 Municipio Shinahota – 27.067 Einwohner

## Ortschaften in der Provinz Tiraque
- Municipio Tiraque
  - Tiraque 2398 Einw. – Boquerón Alto 560 Einw. – Palca 555 Einw. – Sancayani Bajo 531 Einw. – Kañacota 435 Einw.

- Municipio Shinahota
  - Shinahota 5669 Einw. – Ibuelo 1147 Einw. –  Simón Bolívar 743 Einw. – San Isidro 654 Einw. – San Luis 636 Einw. – Centro Poblado Lauca Eñe 505 Einw. – Villa Fernandez 471 Einw.